# Старков, Георгий Вениаминович
Георгий Вениаминович Старков (24 марта 1909, Мариинский, Брединский район — 8 апреля 1943, Челябинск) — советский военнослужащий, участник Великой Отечественной войны, Герой Советского Союза, старший лейтенант.

## Биография
Родился 11 марта 1909 года в селе Мариинское (ныне посёлок Мариинский Андреевского сельского поселения Брединского района Челябинской области) в семье рабочего. Русский. Окончил 4 класса. Работал токарем на заводе в городе Троицке Челябинской области. Член ВКП(б) с 1929 года.
В Красной Армии с 1931 года. В 1932 году окончил Орловское бронетанковое училище. Участник советско-финской войны 1939—1940 годов.
Командир танковой роты 112-го танкового батальона 35-й легкотанковой бригады старший лейтенант Г. Старков отличился в боях на выборгском направлении, участвовал в 15 танковых атаках и обеспечил активными действиями своей роты успешное продвижение 255-го стрелкового полка 123-й стрелковой дивизии при прорыве укреплённой полосы противника в районе высоты «Язык», рощи «Молоток» и рощи «Фигурная».
21 — 22 февраля 1940 года вверенная ему танковая рота во взаимодействии со стрелковыми подразделениями штурмом овладела важной в тактическом отношении высотой и закрепилась на ней. В этом бою его танк был подбит — получил три прямых попадания в башню и загорелся. Оставшись без танка старший лейтенант Старков продолжил наступление вместе с пехотой.
Указом Президиума Верховного Совета СССР от 21 марта 1940 года «за образцовое выполнение боевых заданий командования на фронте борьбы с финской белогвардейщиной и проявленные при этом отвагу и геройство» старшему лейтенанту Старкову Георгию Вениаминовичу присвоено звание Героя Советского Союза с вручением ордена Ленина и медали «Золотая Звезда».
На фронтах Великой Отечественной войны с 1941 года. Капитан Г. Старков командовал отдельным танковым батальоном 13-го танкового полка 13-й танковой бригады. 30 сентября 1941 года в бою в районе села Голубовка, руководил батальоном, находясь в составе экипажа среднего танка. В результате боя экипаж уничтожил до 12 пулемётных гнёзд, подбил два тяжёлых танка противника и несколько ПТО. После ранения в голову капитан Старков отказался выйти из боя, а поcле израсходования боекомплекта, направил свой танк на танк противника и смял его. После чего сжёг свою машину и вышел вместе с экипажем из окружения.
Лечился в одном из эвакогоспиталей в городе Челябинске, где скончался от полученных ран 8 апреля 1943 года. Похоронен в Челябинске на Митрофановском кладбище.

## Награды
- Медаль «Золотая Звезда» Героя Советского Союза № 432 Указ Президиума ВС СССР от 21.03.1940[1]
- Орден Ленина Указ Президиума ВС СССР от 21.03.1940[1]
- Орден Красного Знамени приказ ВС ЮЗФ № 4/н от 09.11.1941[2]